# Мариагер-фьорд (коммуна)
Мариагер-фьорд (дат. Mariagerfjord Kommune) — датская коммуна в составе области Северная Ютландия. Площадь — 722,93 км², что составляет 1,68 % от площади Дании без Гренландии и Фарерских островов. Численность населения на 1 января 2008 года — 42667 чел. (мужчины — 21537, женщины — 21130; иностранные граждане — 1295).
В состав коммуны входят Хобро (Hobro), Хадсунн (Hadsund), Арден (Arden), Мариагер (Mariager).
Является членом движения «Медленный город» (итал.  Cittaslow).

## История
Коммуна была образована в 2007 году из следующих коммун:
- Мариагер (Mariager)
- Арден (Arden)
- Хадсунн (Hadsund)
- Хобро (Hobro)
- Олеструп (Aalestrup)

## Изображения

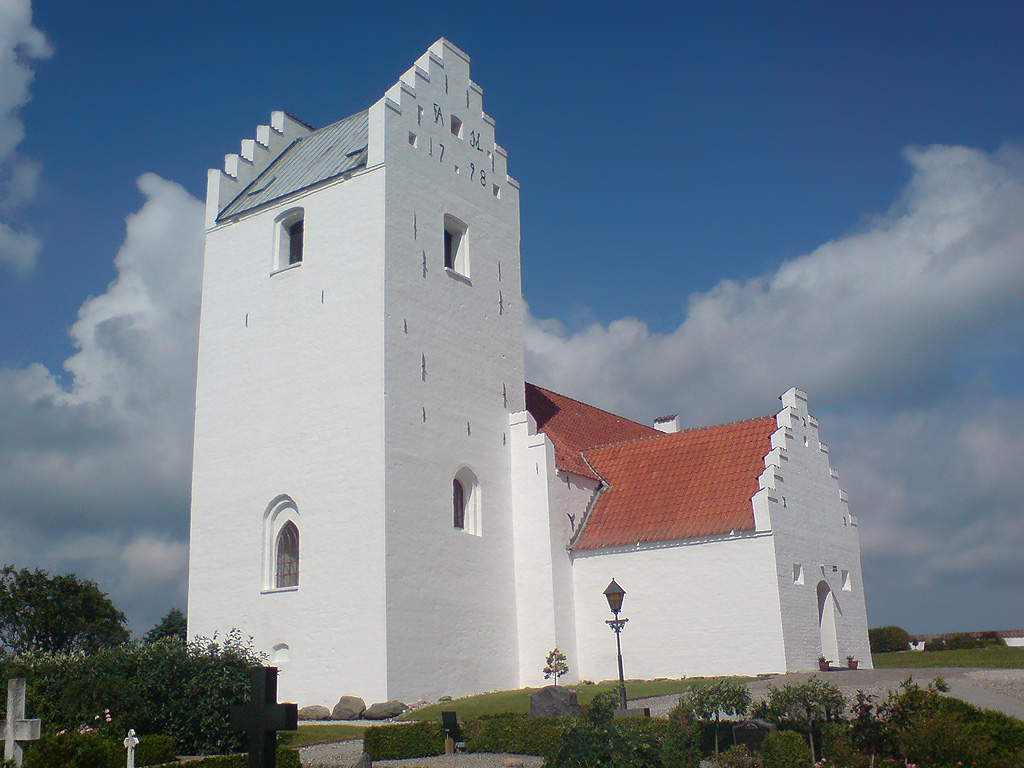

## Железнодорожные станции
- Арден (Arden)
- Хобро (Hobro)